# Miscophus alhashmii
Miscophus alhashmii (лат.) — вид песочных ос рода Miscophus из подсемейства Crabroninae (триба Miscophini). Назван в честь оманского эколога Халида Аль-Хашми.

## Распространение
Иордания и Оман.

## Описание
Длина тела 4,5—6,5 мм. Основная окраска чёрная (включая чёрное брюшко). Лицо и мезонотум гладкие. Передний базитарзус как миниимум с тремя шипиками. Мезоплеврон и наличник с густым опушением, скрывающим интегумент. Бёдра красные. Проподеум с тонкой поперечной бороздчатостью. Сходен с видом M. qaboosi.

## Таксономия и этимология
Вид был впервые описан в 2022 году по типовым материалам из Иордании и Омана. Включён в состав группы видов M. bytinskii, которая характеризуется полностью блестящей и гладкой поверхностью тела без бороздок и пунктировки (за исключением некоторой скульптуры и опушения мезоплевр у двух видов) в сочетании с тупым углом между дорсом проподеума и проподеальным склоном, видимым в боковом виде, без какого-либо края или киля на переходе. Остальные виды Miscophus всегда имеют бороздчатость, пунктировку или другую скульптуру, но не более чем на мезосоме; проподеальный угол более или менее прямой (или близкий), и часто с краем на переходе от горизонтальной к вертикальной части проподеума. Вид alhashmii назван в честь оманского эколога Халида Салима Аль-Хашми (Khalid Salim Al-Hashmi) из Университета Sultan Qaboos University.